# Ours d'Auxerre
Pour les articles homonymes, voir Ursus (homonymie) et Ours (homonymie).

Urse d’Auxerre († 507 ou 508) ou Ursus ou Ours, est le 10e évêque d'Auxerre à la fin du Ve et du début du VIe siècle.

## Biographie
Ursus fut ermite à l’église Saint-Amâtre avant d’être élu évêque à 75 ans. Il aurait été élu après avoir sauvé la ville d’un incendie grâce à ses prières.
C'est un saint des Églises chrétiennes, célébré le 30 juillet,.